# HD 24131
HD 24131，又名BD+33 728，SAO 56761、HR 1191，是一颗恒星，视星等为5.77，位于銀經160.23，銀緯-15.14，其B1900.0坐标为赤經3h 45m 30s，赤緯+34° -15.14′ 27″。